# Нессел (тауншип, Миннесота)
Нессел (англ. Nessel) — тауншип в округе Шисаго, Миннесота, США. На 2000 год его население составило 1765 человек.

## География
По данным Бюро переписи населения США площадь тауншипа составляет 111,8 км², из которых 98,7 км² занимает суша, а 13,1 км² — вода (11,74 %).

## Демография
По данным переписи населения 2000 года здесь находились 1765 человек, 668 домохозяйств и 509 семей.  Плотность населения —  17,9 чел./км².  На территории тауншипа расположена 921 постройка со средней плотностью 9,3 построек на один квадратный километр. Расовый состав населения: 98,75 % белых, 0,06 % афроамериканцев, 0,11 % коренных американцев, 0,17 % азиатов, 0,28 % — других рас США и 0,62 % приходится на две или более других рас. Испанцы или латиноамериканцы любой расы составляли 0,68 % от популяции тауншипа.
Из 668 домохозяйств в 31,1 % воспитывались дети до 18 лет, в 69,2 % проживали супружеские пары, в 3,6 % проживали незамужние женщины и в 23,8 % домохозяйств проживали несемейные люди. 17,8 % домохозяйств состояли из одного человека, при том 7,6 % из — одиноких пожилых людей старше 65 лет. Средний размер домохозяйства — 2,61, а семьи — 2,97 человека.
25,4 % населения — младше 18 лет, 3,9 % — в возрасте от 18 до 24 лет, 27,8 % — от 25 до 44, 28,3 % — от 45 до 64, и 14,6 % — старше 65 лет. Средний возраст — 41 год. На каждые 100 женщин приходилось 109,1 мужчин.  На каждые 100 женщин старше 18 приходилось 106,9 мужчин.
Средний годовой доход домохозяйства составлял 47 578 долларов, а средний годовой доход семьи —  52 443 доллара. Средний доход мужчин —  39 712  долларов, в то время как у женщин — 27 100. Доход на душу населения составил 20 953 доллара. За чертой бедности находились 1,8 % семей и 5,3 % всего населения тауншипа, из которых 3,7 % младше 18 и 9,5 % старше 65 лет.